# Вверх и вниз (фильм, 2004)
«Вверх и вниз» (чеш. Horem pádem, варианты названия: Вверх-вниз, Сломя голову) — чешский фильм 2004 года в жанре чёрной комедии режиссёра Яна Гржебейка. Премьера состоялась на Каннском кинофестивале 19 мая 2004 года.

## Сюжет
Однажды ночью водители-дальнобойщики Милан и Горан, перевезя в Чехию очередную партию нелегальных иммигрантов-цыган, обнаруживают в грузовике забытого в суматохе младенца. Недолго думая, они передают его в подпольный центр торговли детьми, где его приобретает бездетная пара, истеричка Милушка и её муж, охранник Франтишек, грозного вида, но добрый и безобидный. Тем временем разворачивается параллельный сюжет: у профессора Горецкого диагностируют неизлечимую болезнь, бывшая жена, с которой он давно уже не живёт, так и не хочет давать ему развод, а в гости к нему из Австралии приезжает сын, у которого он когда-то отбил подругу, ныне — его гражданскую жену, правозащитницу и мать его дочери.

## Актёры
- Иржи Махачек — Франтишек Фикеш, охранник
- Петр Форман — Мартин Горецкий
- Ян Тржиска — профессор Отакар Горецкий
- Эмилия Вашариова — Вера Горецкая, жена профессора
- Наташа Бургер — Милушка, жена охранника
- Ингрид Тимкова — Гана Свободова, правозащитница, гражданская жена профессора
- Кристина Лишка Бокова — Ленка Горецкая, дочь профессора
- Павел Лишка — Эман
- Марек Даниэл — Любош
- Ян Бударж — Милан
- Зденек Сухи — Горан
- Мартин Губа — врач

## Награды
- Чешский лев 2004 года: Лучший фильм, Лучшая режиссура, Лучший сценарий, Лучшая женская роль первого плана, Лучшая киноафиша[2][3].
- Приз «Дон Кихот» на пльзеньском кинофестивале 2005 года: Лучший фильм[4].
- Был выдвинут от Чехии на «Оскар» за лучший фильм на иностранном языке в 2004 году, но не был номинирован.